# Gruppo di NGC 1667
Il Gruppo di NGC 1667 comprende almeno nove galassie situate nella costellazione dell'Eridano.

## Descrizione
La distanza media tra il centro di massa di questo gruppo e la nostra Via Lattea è di circa 223 milioni di anni luce (68,4 Mpc).

## Membri
I membri del Gruppo di NGC 1667 sono riportati nella tabella sottostante.
| Nome         | Classificazione   | Tipo                   | RA (J2000.0)  | DEC (J2000.0) | Velocità radiale (km/s) | Magnitudine apparente | Distanza (Mpc) | Dimensioni (kal) |
| ------------ | ----------------- | ---------------------- | ------------- | ------------- | ----------------------- | --------------------- | -------------- | ---------------- |
| NGC 1645     | (R')SB0^+(rs) pec | Lenticolare            | 04h 44m 06.4s | -05° 27′ 56″  | 4900 ± 12               | 13,0                  | 71,7 ± 5,0     | 154              |
| NGC 1659     | SA(r)bc pec       | Spirale                | 04h 46m 29.9s | -04° 47′ 20″  | 4671 ± 6                | 12,5                  | 68,4 ± 6,0     | 71               |
| NGC 1667     | SAB(r)c           | Spirale intermedia     | 04h 48m 37.1s | -06° 19′ 12″  | 4574 ± 4                | 12,1                  | 67,0 ± 4,7     | 80               |
| IC 387       | SAB(rs)c          | Spirale intermedia     | 04h 41m 44.2s | -07° 05′ 10″  | 4528 ± 2                | 12,8                  | 66,2 ± 4,6     | 124              |
| IC 2097      | IBm?              | Irregolare magellanica | 04h 50m 24.2s | -05° 04′ 52″  | 4939 ± 11               | 15,2                  | 72,4 ± 5,1     | 59               |
| IC 2101      | SB(s)c pec?       | Spirale barrata        | 04h 51m 42.2s | -06° 13′ 53″  | 4527 ± 3                | 14,7                  | 66,4 ± 4,7     | 90               |
| MCG -1-13-12 | SB(s)d            | Spirale barrata        | 04h 48m 43.1s | -04° 58′ 40″  | 4805 ± 45               | 12,323 ± 0,008a       | 70,4 ± 5,0     | 91               |
| PGC 15779    | S                 | Spirale                | 04h 40m 13.7s | -04° 51′ 57″  | 4487 ± 17               | 10,535 ± 0,006a       | 65,5 ± 4,6     | 56               |
| PGC 16061    | Irr               | Irregolare             | 04h 48m 35.3s | -04° 49′ 10″  | 4630 ± 37               | 12,028 ± 0,055a       | 67,8 ± 4,8     | 56               |

- a Nel vicino infrarosso.

Il sito DeepskyLog permette di trovare agevolmente le costellazioni in cui sono situate le galassie; in alternativa si possono utilizzare le coordinate delle galassie per individuarle. Se non altrimenti indicato, le coordinate sono quelle fornite dal sito NASA/IPAC (National Aeronautics and Space Administration / Infrared Processing and Analysis Center).